# Ahmad ibn Rustah
Ahmad ibn Rustah (auch Ebn Rosta und Ähnliches; persisch احمد ابن رسته اصفهانی, DMG Aḥmad ibn Roste Eṣfahānī) war ein persischer Astronom und Geograph des 10. Jahrhunderts n. Chr. Ibn Rustah hat einige Reisen unternommen und ein Kompendium über seine Reiseerfahrungen und über die Berichte anderer Reisender geschrieben. Diese Berichte informierten ihn sogar über die Heptarchie in England und die Britischen Inseln. Geboren ist er in der Stadt Isfahan (Persien), die er besonders ausführlich beschreibt.

## Beginn seines Kompendiums
Zunächst liefert Ibn Rustah in seinem Kompendium eine Beschreibung des Himmels und zitiert hierfür unter anderem bekannte arabische Astronomen wie Albumasar. Danach beschreibt er sehr genau die beiden wichtigsten Städte des Islam, Mekka und Medina, wobei er zumindest Medina selbst bereist hat.

## Beschreibung des Stammes Rus
Ibn Rustah schreibt unter anderem über den Stamm der Rus im heutigen Russland. Er vermutet, dass die Rus Wikinger seien, die den Rus bewohnten, und behauptet von ihnen, dass sie in Städten und nicht in Dörfern lebten. Er berichtet außerdem, dass sie keinen Ackerbau betreiben, sondern vom Handel mit Fellen und Tierhäuten und von Plünderungen leben würden. Angeblich plünderten die Rus oftmals slawische Stämme aus und machten einige Slawen zu Sklaven, die sie zumindest teilweise weiterverkauften. Sowohl ihre Reisen als auch der Handel und die Plünderfahrten wurden nur mit Hilfe von Schiffen durchgeführt. Seiner Beschreibung nach trugen die Rus weite Hosen und stellten besonders gute Schwerter her. Die Priester der Rus hatten nach Ibn Rustah ein so großes Ansehen, dass sie jedes Tier und sogar jeden Menschen als Opfer für die Götter bestimmen konnten. Andererseits soll das Rechtssystem auch eher komplex gewesen sein. Des Weiteren beschreibt er eine Wikinger-Bestattung.
Im Gegensatz zu Ibn Fadlān behauptet Ibn Rustah, dass die Rus ein relativ reinliches Volk wären. Allgemein werden sie zudem als ein besonders tapferer Stamm beschrieben.
Die Informationen Ibn Rustahs zu den Rus stammten wohl teilweise von einer Reise nach Nowgorod.

## Weitere Berichte
Über den König des antiken Kroatiens schreibt Ibn Rustah, dass er jeden Monat ein dreitägiges Fest in seiner Hauptstadt Drzvab ausrichten ließ.
Ein König im Kaukasus soll mit Gläubigen der drei abrahamitischen Weltreligionen (Christentum, Judentum und Islam) gebetet haben, obwohl sich alle drei Religionen als einzig wahre Religion ansehen, um „auf Nummer sicher zu gehen“.
Außer über seine Heimatstadt Isfahan schreibt er auch ausführlich über andere Teile Persiens und deren Handelswege.
Auch ist Ibn Rustah außer nach Medina zu anderen Orten der Arabischen Halbinsel gereist, unter anderem auch nach Sana'a, das er als eine starkbevölkerte Stadt mit einem großen Ruhm beschrieb, die größer ist als alle Städte in der Küstenregion Tihama und der westarabischen Region Hedschas, wobei er auch besonders die Qualität der Lebensmittel lobt. Die Häuser waren laut Ibn Rustah mit Putz, gebrannten Backsteinziegeln oder behauenem Naturstein bedeckt.
Mehr oder weniger ausführlich beschreibt er auch Byzanz (besonders dessen Hauptstadt Konstantinopel), Rom, Indien und das Volk der Ungarn.